# 贵阳讲武堂
參數所指定的目標頁面不存在，建議更正成存在頁面或直接建立下列一個頁面（建立前請先搜尋是否有合適的存在頁面可以取代）：
- 贵州陆军讲武堂

讲武堂，位于贵阳城南南明河畔，有房舍二百余间，为清代建筑。抗日战争时期，为大夏大学校址。今已无存，遗址为河滨公园对面黔剧院及贵州师范学院所在地:312。

## 历史
讲武堂最早为贵州钱局，清末设为贵州武备学堂，1906年改为贵州陆军小学。辛亥革命后建成贵州陆军讲武堂，1913年停办。1917年3月重建贵州陆军讲武学校，1926年周西成改为贵州陆军崇武学校，1929年因周西成战死而停办。1937年时，有军队驻扎于此，为贵阳市中学以上学生军训之处。
1937年12月，贵州省政府将讲武堂拨给复旦大夏第二联合大学作为临时校址，原驻守军队陆续搬出。1938年4月，联大分开后，继续作为大夏大学校址。1944年12月初，日军沿黔桂铁路进逼贵州南部的独山，大夏大学北上赤水，迁至赤水文昌宫。讲武堂被难民占住。